# Duncan Wilson
Pour les articles homonymes, voir Wilson.
Archibald Duncan Wilson (12 août 1911 - 20 septembre 1983) est un diplomate britannique. Il est également principal du Corpus Christi College de Cambridge de 1971 à 1980.

## Biographie
Wilson naît à Winchester, fils d'Archibald Edward Wilson, professeur d'allemand au Winchester College, et d'Ethel Wilson, fille du banquier et financier Felix Schuster. Il fait ses études à la Sandroyd School puis au Winchester College et au Balliol College où il étudie les humanités classiques.
Après ses études à Oxford, il postule pour le service diplomatique, mais en raison d'un mal de dos, il n'est pas accepté. Il passe ensuite un an à enseigner à la Westminster School puis rejoint le British Museum en tant que conservateur adjoint en 1937.

### Carrière diplomatique
Pendant la guerre, Duncan Wilson a l'occasion de rejoindre le ministère des Affaires étrangères et, après la guerre, il sert à Berlin pour la Commission de contrôle alliée pour l'Allemagne.
Il se spécialise ensuite dans les affaires communistes et occupe différents poste, comme chargé d'affaires à Pékin, puis il est ambassadeur en Yougoslavie (1964-1968) et en Russie (1968-1971). 

### Master du collège Corpus Christi
Duncan Wilson prend sa retraite du service diplomatique en 1971 et est élu master du Corpus Christi College de Cambridge. Il est président du comité d'appel de l'université de Cambridge et joue un rôle déterminant dans l'achat d'un nouveau bâtiment pour abriter la faculté de musique. Il prend sa retraite en 1980 et est remplacé par Michael McCrum.
Il meurt le 20 septembre 1983 à l'âge de 72 ans.

## Publications
- Life and Times of Vuk Stefanović Karadžić (1970)
- Tito's Yugoslavia (1979)
- Leonard Woolf: A political biography, éd. Powell, (1978)  (ISBN 0-312-48001-6)

## Famille
La plus jeune sœur de Wilson est la philosophe Mary Warnock. Son autre sœur cadette, Grizel, a épousé l'historien et fonctionnaire Michael Balfour,. Wilson épouse Elizabeth Fleming en 1937, le couple a trois enfants.